# Villa 31

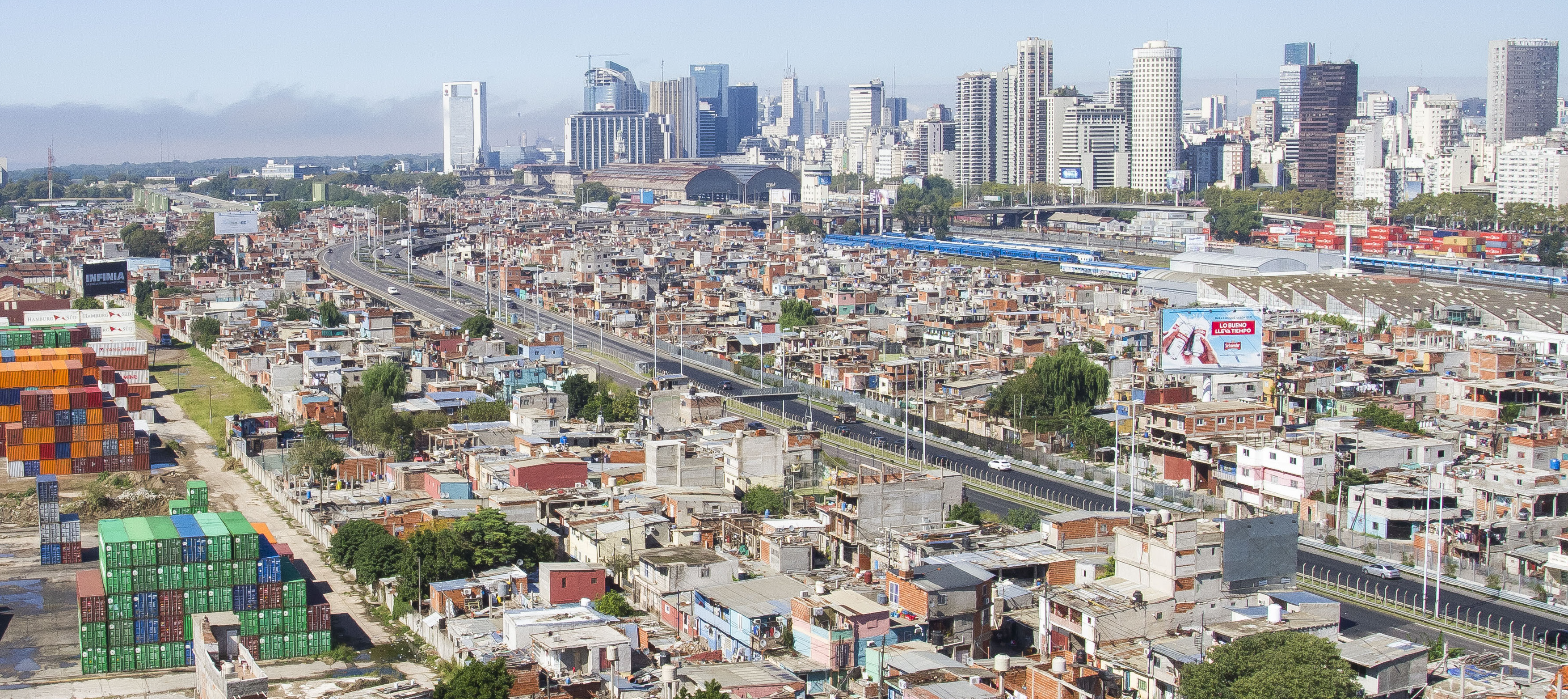
Vista da Villa 31, com os arranha-céus do Retiro ao fundo.

Villa 31 é uma das maiores favelas da Argentina, situada nas imediações do centro da cidade de Buenos Aires. Surgiu ao redor de 1930 com o nome "Villa Desocupación". Desde sua criação até hoje tem resistido a muitas tentativas de erradicação.
Em 1931, em uma forte crise econômica mundial, a Argentina viu-se forçada a trocar seu tradicional modelo de produção agrária, que já não conseguia exportar, por uma nova etapa de industrialização das grandes cidades. Isso, junto com a crise das economias das regiões internas e o desemprego, criou um atrativo na grande cidade, o que, somado à imigração, provocou o grande crescimento da favela que até então era apenas um pequeno assentamento de imigrantes italianos e trabalhadores ferroviários.

## Atualidade
Em 2009 foi o foco de uma controvérsia sobre a construção de edifícios com vários andares (até seis andares), com materiais precários, feitos sem as medidas de segurança necessárias.
Em 2010, o Governo anunciou sua urbanização que irá durar até 2015.
O Governo da Cidade Autônoma de Buenos Aires ainda mantém um galpão dormitório nas cercanias da Villa.